# فتيات كشافة الولايات المتحدة

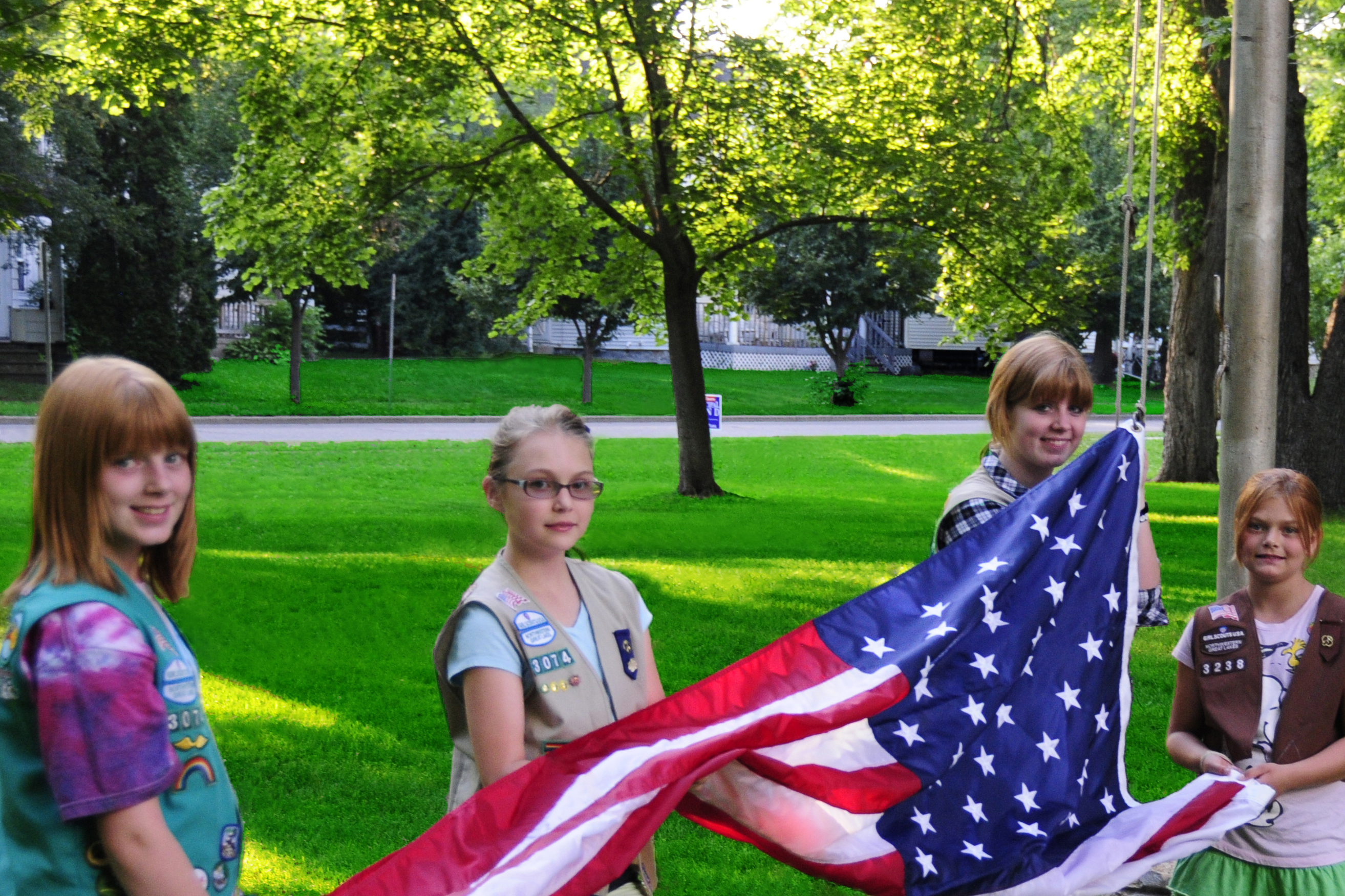
فتيات الكشافة يرفعن العلم الأمريكي

فتيات الكشافة في الولايات المتحدة الأمريكية (Girl Scouts of the United States of America) ويطلق عليهم في أمريكا فتيات الكشافة وهي منظمة شبابية للفتيات في الولايات المتحدة والفتيات الأمريكيات اللاتي يعشن في الخارج. أسستها جولييت جوردون لوو في عام 1912، تم تنظيم ذلك بعد لقائها مع روبرت بادن باول مؤسس الحركة الكشفية، في عام 1911. وبعد عودتها إلى سافانا، جورجيا، هاتفت ابن عم بعيد، قائلة: «عندي شيء لفتيات سافانا، وكل من في أمريكا، والعالم كله، ونحن في طريقنا للبدء في هذه الليلة!».
تهدف فتيات الكشافة في الولايات المتحدة الأمريكية لتمكين الفتيات وللمساعدة في تعليم القيم مثل الصدق والنزاهة والشجاعة والرحمة، والحرف، الأخوة، والثقة، وتنظيم المشاريع، والمواطنة من خلال الأنشطة بما في ذلك التخييم، وخدمة المجتمع، وتعلم الإسعافات الأولية، وكسب شارات من خلال الحصول على المهارات العملية. يتم التعرف على إنجازات فتيات الكشافة من خلال التقدم في الرتبة والعديد من الجوائز الخاصة، مثل فتيات الكشافة البرونزية، الفضية، والذهبية.
ويتم تنظيم العضوية وفقا لدرجة، مع الأنشطة المصممة لكل مستوى. وفتيات الكشافة في الولايات المتحدة الأمريكية هي عضو في الجمعية العالمية للمرشدات وفتيات الكشافة. وتقبل المنظمة الفتيات من أي خلفية.
وأظهر استطلاع 1994 أن فتيات الكشافة كانت ثامن أكثر منظمة غير ربحية شعبية في أمريكا من بين أكثر من 100 جمعية خيرية، ووصفت بأنها «منظمة بارزة في العالم مخصصة فقط للفتيات».

## روابط خارجية
- الموقع الرسمي
- Girl Scout Uniform, ca. 1917, in the Staten Island Historical Society Online Collections Database
- Juliette Gordon Low Birthplace
- مؤلفات Girl Scouts of the United States of America في مشروع غوتنبرغ
- أعمال أو نبذة عن فتيات كشافة الولايات المتحدة على أرشيف الإنترنت
- أعمال فتيات كشافة الولايات المتحدة في ليبري فوكس